# Вустервіц
Вустервіц (нім. Wusterwitz) — громада в Німеччині, розташована в землі Бранденбург. Входить до складу району Потсдам-Міттельмарк. Центр об'єднання громад Вустервіц.
Площа — 23,43 км2. Населення становить 3016 ос. (станом на 31 грудня 2020).

## Галерея

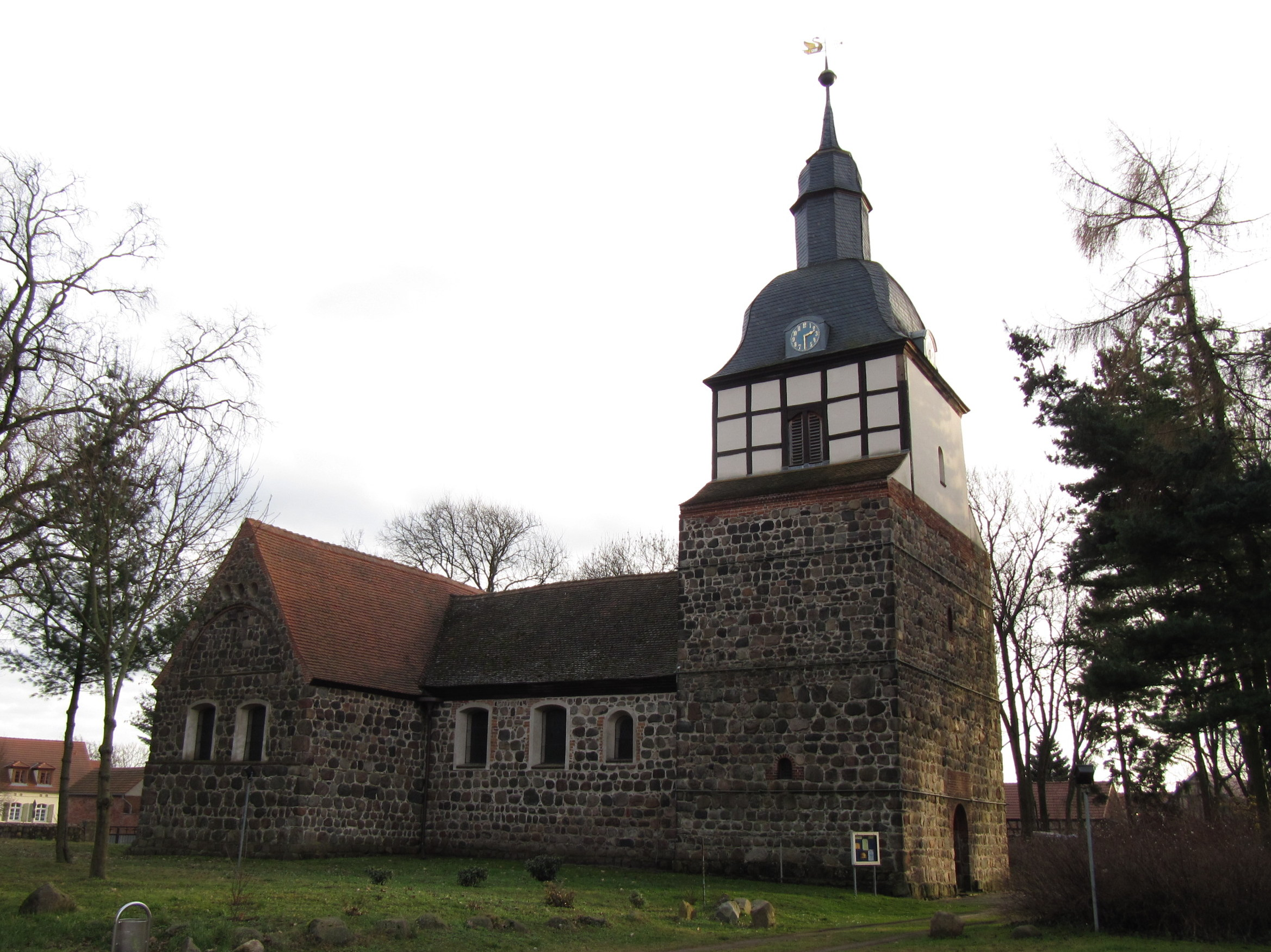
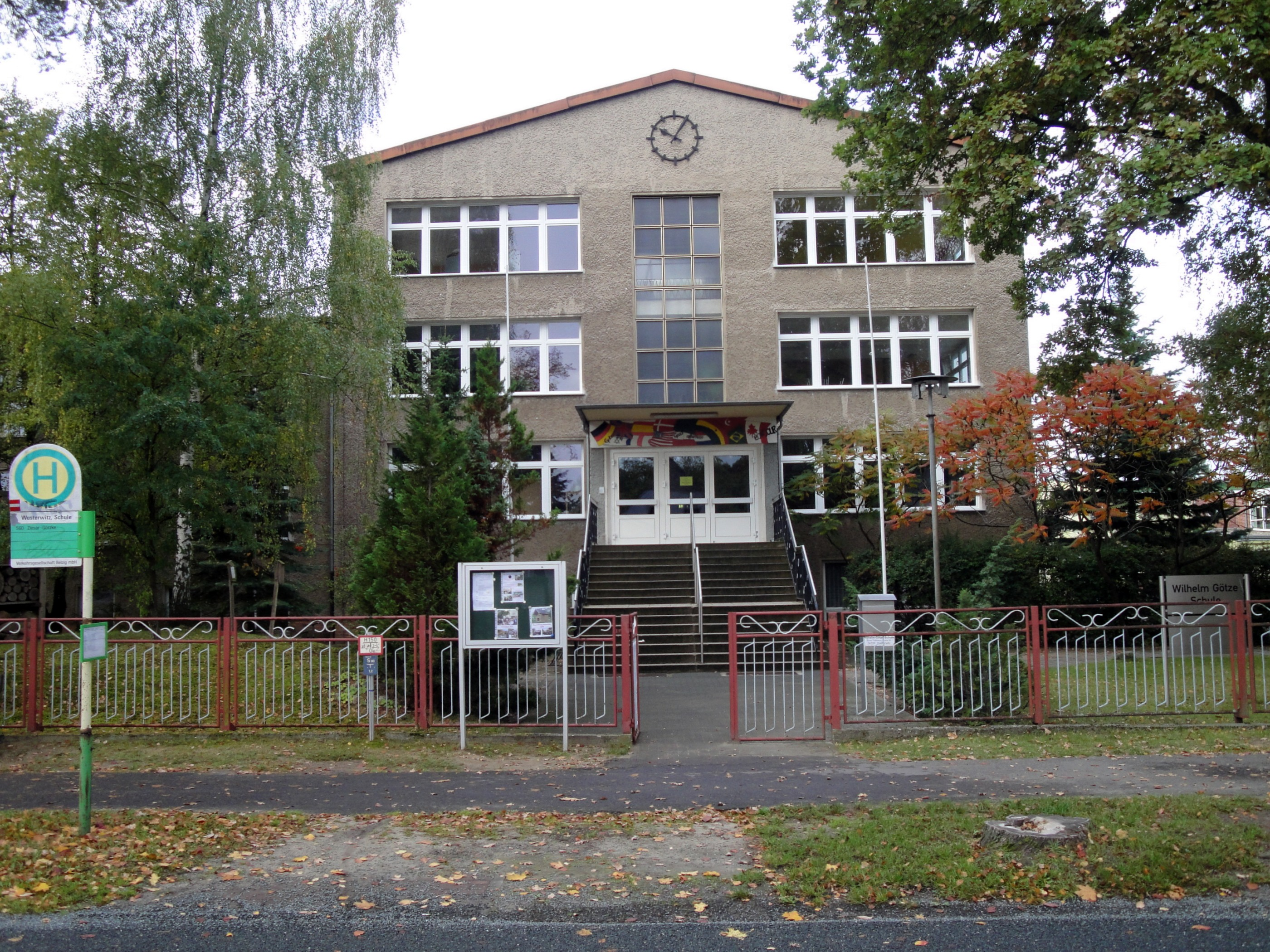